# Lluna plena

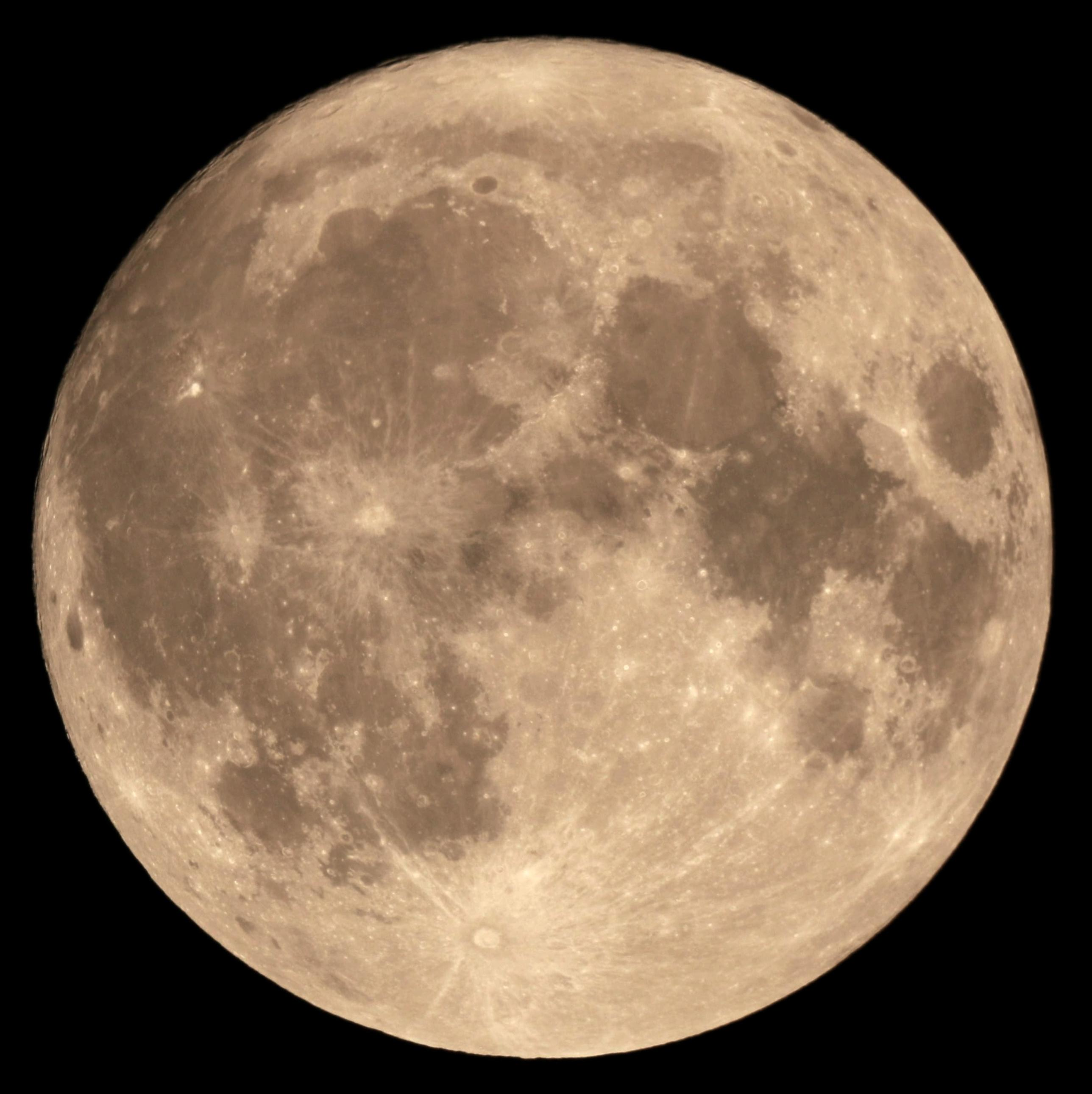
El 14 de novembre de, l'any 2016 va ser superlluna 356511 km de distància del centre de la Terra, l'ocurrència més proper des de 1948. No estarà més a prop de nou fins 2034.

La lluna plena o ple de la lluna, també denominat pleniluni, és la fase lunar que té lloc quan la Terra està situada exactament entre el Sol i la Lluna. En aquesta fase es poden produir eclipsis de Lluna.
En aquest moment l'angle d'elongació o de fase del satèl·lit és de 0° i la il·luminació és del 100.00.
L'hemisferi visible de la Lluna arriba a la seva major il·luminació, no sent possible distingir amb detall els accidents de la seva superfície a causa de l'absència d'ombres, encara que és el moment ideal per a l'observació dels llamps d'algun cràter radiat.
Aquesta fase succeeix als 14 dies aproximadament del noviluni. En aquest moment la Lluna arriba a una magnitud aparent de -12,55.
Depenent de l'època de l'any, l'ortus del satèl·lit sol succeir entre les 17:00 i les 19:50 hores i l'ocàs al voltant de les 04:30 i les 07:50 hores.
En aquesta fase es poden produir eclipsis de Lluna, la lluna reflecteix la llum del sol a la Terra amb la totalitat de la seva cara visible de manera que es pot observar completament circular i amb una gran lluminositat. Ocorre cada 28 dies quan es completa el cicle lunar.